# Becca Kovacik
Becca Kovacik (* 20. Jahrhundert) ist eine Filmproduzentin.
Kovacik studierte Politikwissenschaft an der Stanford University und machte dort auch ihren Bachelor-Abschluss. Sie arbeitete jahrzehntelang als Talent-Managerin und war für die von Judy Hofflund gegründete Managementfirma The Hofflund Co.  tätig. Gemeinsam mit Laura Berwick gründete sie 2013 die eigene Firma Berwick & Kovacik.
Erstmals trat sie 2018 bei dem Film All Is True als ausführende Produzentin in Erscheinung. 2021 war sie an der Produktion von Belfast beteiligt, bei dem wiederum Kenneth Branagh die Regie übernahm. Dieser Film brachte ihr eine Oscar-Nominierung in der Kategorie Bester Film ein, die sie gemeinsam mit Kenneth Branagh, Laura Berwick und Tamar Thomas erhielt. Außerdem gewannen sie bei den British Academy Film Awards 2022 in der Kategorie Bester britischer Film und waren hier für den Besten Film nominiert. Hinzu kam 2022 eine Nominierung bei den Producers Guild of America Awards für den besten Kinofilm.